# Умершие в марте 2011 года
Это список известных людей, соответствующих установленным критериям значимости (см. Википедия:Критерии значимости персоналий), умерших в марте 2011 года.
Причина смерти указывается лишь в исключительных случаях (убийство, самоубийство, гибель в результате военных действий, смертная казнь, ДТП или несчастные случаи). В остальных случаях — не указывается.

## Список

### 1 марта
- Лаундж, Джон Майкл (64) — американский астронавт, трижды (1985, 1988, 1990) работавший в космосе; рак печени[1].
- Моня, Ион (70) — румынский боксёр, бронзовый призёр Олимпийских игр 1960 года, серебряный призёр Олимпийских игр 1968 года, трёхкратный призёр чемпионатов Европы (1963, 1967, 1969)[2].
- Себёк, Хервиг (71) — австрийский актёр и режиссёр театра и кино.

### 2 марта
- Бхатти, Шахбаз (42) — пакистанский политик, министр по делам национальных меньшинств (с 2008); убийство[3].
- Давыдова, Лидия Анатольевна (79) — камерная певица, сопрано. Народная артистка России (2001), руководитель ансамбля старинной музыки «Мадригал»[4].
- Зайцев, Михаил Тимофеевич (86) — Полный кавалер ордена Славы.
- Корешков, Виктор Викторович (58) — российский актёр театра и кино.
- Мацкявичюте, Антанина (85) — литовская советская актриса театра и кино[5].
- Рубинчик, Валерий Давидович (70) — белорусский и российский кинорежиссёр и сценарист[6].
- Ступников, Георгий Иванович (83) — участник Великой Отечественной войны, полномочный представитель Президента РФ по Ульяновской области (1991—1993)[7].
- Тоур Вильхьяульмссон (85) — исландский писатель[8].

### 3 марта
- Диаз, Пакито (73) — филиппинский актёр, продюсер, режиссёр[9].
- Капур, Гога (70) — индийский киноактёр[10].
- Квятковска, Ирена (98) — польская актриса.
- Клементи, Альдо (85) — итальянский композитор[11].
- Луиси, Аллан (94) — премьер-министр Сент-Люсии (1979—1981)[12].
- Москалёв, Георгий Николаевич (85) — участник Великой Отечественной войны, Герой Советского Союза (1945), советский и российский художник, народный художник Бурятии (1975), заслуженный художник РСФСР (1982)[13].
- Паротиков, Дементий Гаврилович (83) — советский и российский актёр, артист Алтайского краевого театра драмы им. В. М. Шукшина, Народный артист РСФСР (1979)[14].
- Радхакришнан, Венкатраман (81) — индийский астрофизик[15].
- Фихман, Ицхок Фишелевич (89) — советский востоковед-папиролог[16].
- Эллиот, Джеймс (67) — американский астроном, открывший кольцевую систему Урана и обнаруживший атмосферу Плутона[17].
- Эрикссон, Лассе (61) — шведский актёр[18].

### 4 марта
- Берковский, Виктор Иванович (79) — спортивный врач, доктор команды «Динамо» (Киев)[19].
- Бхаттараи, Кришна Прасад (87) — премьер-министр Непала (1990—1991, 1999—2000)[20].
- Гамидов, Эльчин Газанфар оглы (52) — заслуженный артист Азербайджана[21].
- Джеррот, Чарльз (83) — британский кинорежиссёр, обладатель премии Золотой глобус и номинант премии Оскар («Тысяча дней Анны»)[22].
- Козятинский, Иван Климентьевич (90) — Полный кавалер Ордена Славы.
- Лукьянова, Татьяна Владимировна (63) — советский, российский художник, живописец и график. Создатель более 500 произведений прикладной графики. Автор книжных иллюстраций, плакатов и открыток[23]..
- Мер, Симон ван дер (85) — нидерландский физик, лауреат Нобелевской премии по физике 1984 года[24].
- Симонов, Михаил Петрович (81) — советский и российский авиаконструктор, генеральный конструктор ОКБ Сухого с 1983, Герой России[25].
- Сингх, Арджун (80) — индийский политик, Союзный министр развития человеческих ресурсов (1991—1994, 2004—2009)[26] Архивная копия от 7 марта 2011 на Wayback Machine.
- Сипитинер, Давид Иосифович (86) — дирижёр Одесского оперного театра, Заслуженный артист Украины.
- Фарг, Анни (76) — французская актриса и продюсер.

### 5 марта
- Ворошилов, Виктор Фёдорович (84) — советский футболист и тренер[27].
- Гранадо, Альберто (88) — аргентинский и кубинский врач, писатель и учёный, ближайший друг Че Гевары[28].
- Кожевникова, Галина Владимировна (36) — заместитель директора и один из основателей правозащитного центра «Сова»[29].
- Коппола, Марио (74) — итальянский ядерный физик[30]
- Чирков, Владимир Николаевич — виолончелист, музыкант оркестра Пермского театра оперы и балета, доцент Пермского государственного института культуры[31].

### 6 марта
- Михайлов, Бабу-Доржо (57) — советский и российский животновод, чабан, Герой Российской Федерации[32].
- Мыриков, Николай Степанович (86) — генерал-майор милиции, последний руководитель ГУВД Мосгориспокома, комендант Москвы в августе 1991 года по решению ГКЧП[33].
- Поплугар, Ян (75) — словацкий футболист, игрок братиславского «Слована» и сборной Чехословакии, бронзовый призёр чемпионата Европы 1960 года, серебряный призёр чемпионата мира 1962 года, приз УЕФА лучшему футболисту Словакии последних 50 лет (2003)[34].
- Рамсей, Луи (81) — британская актриса[35].
- Рыспаев, Эркин (55) — кыргызстанский кинорежиссёр[36].
- Терян, Аленуш (90) — первая женщина-физик и астроном Ирана[37].
- Файтельберг-Бланк, Виктор Рафаилович (76) — одесский писатель и врач, диссидент[38].
- Щенников, Виталий — советский и российский актёр.

### 7 марта
- Кадец, Михаил Иосифович (87) — советский и украинский математик.
- Окишев, Анатолий Михайлович — советский хоккеист и тренер, заслуженный тренер России, хоккеист и главный тренер (1974—1976, 1979—1983) команды Металлург (Новокузнецк)[39].
- Пушкарёва, Любовь Васильевна (92) — народная артистка РСФСР (1969), актриса МХАТа с 1941 года[40].
- Салуд, Родриго (72) — один из учредителей и исполнительный секретарь Всемирного боксёрского совета[41].
- Шерматова, Санобар (59) — узбекская и российская журналистка[42].
- Эскудеро, Адриан (83) — испанский футболист, лучший бомбардир Атлетико Мадрид[43].

### 8 марта
- Коффа, Марина (59) — итальянская актриса.
- Старр, Майк (44) — бас-гитарист Alice In Chains[44].

### 9 марта
- Асланова, Сона (86) — азербайджанская и советская оперная певица, заслуженная артистка Азербайджана[45].
- Бродер, Дэвид (81) — американский журналист и писатель, лауреат Пулитцеровской премии[46].
- Дегтярёв, Григорий Григорьевич (52) — спортсмен-десятиборец, заслуженный мастер спорта СССР, неоднократный чемпион СССР по десятиборью, рекордсмен России (действующему рекорду более 26 лет)[47].
- Сёренсен, Инге (86) — датская спортсменка, бронзовый призёр |Олимпийских игр 1936 года в Берлине в плавании брассом на 200 м, самая юная медалистка Олимпийских игр (12 лет и 24 дня), за всю их историю[48].

### 10 марта
- Володин, Серафим Александрович (76) — российский художник, член Международной ассоциации художников и графиков при ЮНЕСКО[49].
- Ледерман, Габриэл (Gabriel Laderman) (81) — американский художник[50].
- Панасенко, Леонид Николаевич (61) — советский, украинский и русский писатель-фантаст.
- Сипаков, Янка (75) — белорусский писатель[51].

### 11 марта
- Дженовезе, Алфред (79) — американский гобоист[52].
- Мансуров, Булат Богаутдинович (73) — режиссёр, народный артист России[53].
- Митаров, Муталиб Митарович (90) — табасаранский поэт, народный поэт Дагестана[54].

### 12 марта
- Морелло, Джо (82) — американский музыкант, джазовый барабанщик[55].
- Мюс, Дитмар (65) — немецкий актёр, сценарист и писатель.
- Пицци, Нилла (91) — итальянская певица, двукратная победительница двух первых фестивалей в Сан-Ремо (1951, 1952)[56].
- Слоним, Пётр Львович (103) — советский деятель образования и культуры[57]
- Титов, Фёдор Иванович (92) — Герой Советского Союза.
- Туби, Тауфик (88) — генеральный секретарь Коммунистической партии Израиля (1990—2001), депутат Кнессета первого и последующих созывов[58].
- Харьковский, Николай Иванович (54) — модельер международного класса, победитель и призёр российских, всесоюзных конкурсов, абсолютный чемпион мира, член сборной СССР по парикмахерскому искусству[59].

### 13 марта
- Вульф, Виталий Яковлевич (80) — российский искусствовед, театровед, литератор, переводчик, телеведущий (программа «Мой серебряный шар»), главный редактор радио «Культура»[60].
- Георгелаш, Влад (61) - молдавский фолк-певец и композитор[61].
- Лелянова, Лариса Олеговна (54) — главный режиссёр Ростовского областного академического молодёжного театра, заслуженный деятель искусств России[62].
- Лерер, Шифра (95) — американская актриса еврейского театра на идише и кино аргентинского происхождения [kino/acter/hollywood/141807/bio/].
- Мартин, Ричард (59) — канадский хоккеист Баффало Сейбрз и сборной Канады[63].
- Пархомович, Виктор Михайлович (73) — заслуженный геолог Российской Федерации, генеральный директор объединения «Обьнефтегазгеология»[64].
- Ресино, Андрес (70) — испанский актёр.
- Румельхарт, Дэвид (68) — американский учёный в области когнитивистики[65].
- Стайнберг, Лео (Leo Steinberg) (90) — американский искусствовед, сын министра юстиции РСФСР И. З. Штейнберга[66].
- Фут, Ирвинг Пол (84) — американский литературовед и переводчик русской классики[67].
- Шуранов (Мухаметов), Владимир Леонтьевич (53) — советский и российский актёр театра и кино.

### 14 марта
- Брудный, Арон Абрамович (78) — кыргызстанский психолог, философ, писатель-фантаст и киносценарист, доктор философских наук, профессор, член-корреспондент Национальной академии наук, член Российской академии естественных наук[68].
- Гущин, Эдуард Викторович (70) — советский спортсмен, бронзовый призёр Олимпийских игр 1968 года в Мехико в толкании ядра, рекордсмен Европы[69].
- Машаду, Жоакин Пинту (80) — португальский губернатор Макао (1985—1987)[70]..
- Милан, Алина Алексеевна —  православная девушка, ставшая известной после того, как отказалась сменить веру под угрозой смерти и умерла.
- Оплеснина, Альбина Ивановна (74) — солистка Государственного театра оперы и балета Коми, заслуженная артистка РФ, народная артистка Коми.

### 15 марта
- Агранович, Леонид Данилович (95) — советский сценарист, режиссёр и драматург[71].
- Власов, Анатолий Александрович (82) — уральский писатель, член Союза писателей СССР[72].
- Каримова, Разия Зариф-кызы (94) — узбекская балерина и хореограф.
- Кищук, Константин Юрьевич (52) — российский каскадёр, постановщик трюков, актёр, обладатель приза «Золотой ангел» 1-го международного фестиваля каскадёров кино в городе Тулуза (Франция), Обладатель 1-го приза Международного фестиваля каскадеров в г. Бердянске, трагически погиб.
- Крейцберг, Яков Маевич (51) — дирижёр российского происхождения, главный дирижёр оркестра Нидерландской филармонии и Нидерландского камерного оркестра, а также главный приглашённый дирижёр Венского симфонического оркестра[73].
- Маранджян, Генрих Саакович (84) — российский кинооператор[74].
- Нэйт Догг (41) — американский музыкант[75].
- Ярмоненко, Самуил Петрович (90) — советский и российский учёный-радиолог[76]..

### 16 марта
- Гель, Иван Андреевич (73) — украинский правозащитник, диссидент, политик, публицист, один из создателей Украинского Хельсинкского союза[77].
- Джонсон, Большой Джек (69) — американский певец и гитарист[78].
- Добров, Геннадий Михайлович (73) — российский художник, Народный художник Российской Федерации[79].
- Матрос, Дмитрий Шаевич (64) — доктор педагогических наук, профессор, проректор Челябинского государственного педагогического университета по информационным технологиям[80].
- Парфёнов, Евгений Иванович (83) — советский инженер-конструктор, специалист в области испытаний ядерного оружия.
- Трифонов, Геннадий Николаевич (65) — российский писатель и поэт[81].

### 17 марта
- Береговская, Эда Моисеевна (81) — учёный-романист, специалист в области французской стилистики и методики преподавания французского языка, автор нескольких школьных учебников французского языка[82].
- Баянов, Виктор Михайлович (76) — кузбасский поэт, член Союза писателей России, главный редактор журнала «Огни Кузбасса»[83].
- Гоф, Майкл (94) — английский актёр (Бэтмен, Сонная лощина)[84].
- Кёлер, Ханна (67) — немецкая актриса.
- Левин, Михаил Владимирович (98) — тренер первых советских олимпийских чемпионов по спортивной гимнастике, заслуженный тренер РСФСР[85].
- Окуджава, Важа Михайлович (81) — грузинский физиолог, академик, ректор Тбилисского государственного университета[86].
- Сац, Леонид Михайлович (72) — директор Санкт-Петербургского театра комедии им. Акимова; убийство[87].
- Строганов, Вячеслав Викторович (72) — заслуженный тренер России[88].
- Хаски, Ферлин (85) — американский музыкант, один из родоначальников современного кантри-стиля[89].

### 18 марта
- Антуанетта (90) — княжна Монако, зоозащитница[90].
- Бойм, Зеэв (67) — израильский политик, министр[91].
- Борисов, Изяслав Борисович (77) — российский театральный режиссёр, профессор Новосибирского театрального института
- Каннавале, Энцо (83) — итальянский актёр[92].
- Кристофер, Уоррен (85) — Государственный секретарь США (1993—1997); рак[93].
- Фортен, Мишель (63) — французский актёр.
- Харрис, Джет (71) — британский музыкант[94].
- Шпир, Вольфганг (90) — немецкий актёр.

### 19 марта
- Голубев, Игорь Андреевич (70) — российский писатель и переводчик (рубаи Хайяма)[95].
- Гуров, Лев Борисович (60) — советский и российский музыкант, ритм-гитарист и солист группы «Ариэль»; рак[96].
- Илюхин, Виктор Иванович (62) — российский политик, депутат Госдумы от КПРФ, председатель Комитета по безопасности Государственной Думы 1-го и 2-го созыва; обширный инфаркт[97].
- Корнилаев, Анатолий Николаевич (87) — Герой Советского Союза.
- Ланчер, Густав (100) — австрийский горнолыжник, серебряный призёр зимних Олимпийских игр в Гармиш-Партенкирхене (1932) в комбинации[98]. Архивная копия от 17 апреля 2020 на Wayback Machine
- Наббус, Мухаммад (28) — ливийский блогер и гражданский журналист, убийство[99].
- Нисчол, Навин (65) — индийский киноактёр[100].
- Форд, Гильермо (72) — панамский политик, вице-президент Панамы (1989—1994)[101].
- Шагидуллин, Шамиль Фагимович (42) — казахстанский и российский актёр театра и кино.

### 20 марта
- Денисенко, Григорий Кириллович (89) — полковник Советской Армии, участник Великой Отечественной войны, Герой Советского Союза.
- Кристо, Боб (70) — индийский киноактёр[102].
- Пирсон, Джонни (85) — американский композитор и пианист[103].
- Янг, Дороти (103) — американская актриса, ассистентка Гарри Гудини.
- Хауенштайн, Курт (Kurt Hauenstein) — Вокалист и басист легендарной Австрийской группы Supermax Supermax.

### 21 марта
- Андрианов, Николай Ефимович (58) — советский гимнаст, семикратный олимпийский чемпион (1972, 1976, 1980), многократный чемпион и призёр мира и Европы[104].
- Боскамп, Ханс (78) — нидерландский футболист и актёр[105].
- Варзиев, Хаджисмел Петрович (73) — советский и российский хореограф, балетмейстер, заслуженный деятель искусств Российской Федерации, народный артист Северо-Осетинской АССР[106].
- Грицанов, Александр Алексеевич (52) — белорусский философ, социолог, историк и журналист[107].
- Найпак, Владимир Дмитриевич (72) — почётный вице-президент Всероссийской федерации художественной гимнастики[108].
- Новак, Ладислав (79) — чешский футболист и тренер, игрок «Дуклы» (Прага) и сборной Чехословакии, бронзовый призёр чемпионата Европы 1960 года, серебряный призёр чемпионата мира 1962 года[109].
- Перкинс, Пайнтоп (97) — американский пианист и блюзовый музыкант[110].
- Фишер, Богумил (67) — чешский министр здравоохранения (2000—2002)[111].
- Хауэнштайн, Курт (62) — австрийский музыкант, лидер группы Supermax[112].
- Холлоуэй, Лолитта (64) — американская певица[113].

### 22 марта
- Барентен, Надя (74) — французская актриса.
- Боучард, Виктор (84) — канадский пианист и композитор[114].
- Казанцев, Игорь Петрович (76) — российский судья по лёгкой атлетике, олимпийский арбитр[115].
- Лоор, Вильяр Валдурович (57) — советский волейболист, игрок сборной СССР (1975—1986), олимпийский чемпион (1980), двукратный чемпион мира, (1978, 1982), двукратный обладатель Кубка мира (1977, 1981), пятикратный чемпион Европы (1975, 1977, 1979, 1981, 1983)[116].
- Моисеенко, Владимир Николаевич (48) — российский сценарист «Возвращение», «12».
- Стенборг, Хелен (86) — американская актриса[117].
- Шефер, Реувин (85) — израильский актёр.
- Спарселло, Фрэнки (70) — американский музыкант, басист трэш-метал-группы Exhorder[118].

### 23 марта
- Аргуэльес, Хосе (72) — американский художник, поэт, историк, математик, философ[119].
- Дювал, Лиана (83) — бразильская актриса.
- Карпов Владимир Николаевич (78) — телевизионный режиссёр.
- Ковачевич, Живорад (80) — югославский политик, мэр Белграда (1974—1982)[120].
- Ликок, Ричард (89) — британский кинооператор и режиссёр-документалист.
- Мархасев, Лев Соломонович (81) — петербургский журналист и сценарист.
- Мищанский, Николай Николаевич (57) — украинский и узбекистанский спортсмен (международные шашки), международный гроссмейстер.
- Скороходов, Юрий Иванович (64) — солист Санкт-Петербургского театра музыкальной комедии, заслуженный артист Российской Федерации[121].
- Стортон, Тревор (61) — английский футболист, выступавший за «Ливерпуль» (1972—1974)[122].
- Тейлор, Элизабет (79) — англо-американская актриса, двукратная обладательница кинопремии «Оскар» (сердечный приступ)[123].

### 24 марта
- Соколовский, Анатолий Александрович (76) — артист Ярославского академического драматического театра имени Ф. Г. Волкова, заслуженный артист России[124].
- Сридхаран, Перумбадавам (73) — индийский писатель и журналист, старейшина литературы на Малаялам, лауреат национальной премии за роман о Ф. М. Достоевском[125].
- Уилсон, Лэнфорд (73) — американский драматург, лауреат Пулитцеровской премии (1980)[126].
- Краснощёков, Юрий Иванович (84) — советский и российский ученый в области мерзлотоведения, член-корреспондент РАН(1984),Герой Социалистического Труда[127]
- Юлиан (Гбур) (68) — грекокатолический епископ.

### 25 марта
- Айснер, Томас (81) — американский энтомолог, основоположник химической экологии[128].
- Исакова, Мария Григорьевна (92) — советская спортсменка-конькобежец, трёхкратная чемпионка мира по классическому многоборью (1948—1950), рекордсменка мира на дистанции 1500 метров, заслуженный мастер спорта СССР[129]..
- Леонов, Павел Петрович (90) — советский художник-примитивист[130].
- Ройер, Жан (90) — французский политик, министр торговли (1973—1974), мэр Тура (1959—1995)[131].
- Сотсков, Геннадий Алексеевич (88) — советский и российский художник-график, народный художник Российской Федерации.
- Ульянова, Ольга Дмитриевна (89) — племянница Владимира Ильича Ленина, последний прямой потомок семьи Ульяновых[132].

### 26 марта
- Барыкин, Александр Александрович (59) — советский и российский рок-музыкант, композитор, певец; обширный инфаркт и отрыв тромба[133].
- Бэран, Пол (84) — американский инженер российского происхождения, считающийся одним из основоположников интернета[134].
- Гавранек, Франтишек (87) — чехословацкий футбольный тренер, тренер олимпийской сборной Чехословакии, ставшей победительницей Олимпийских игр 1980 года в Москве[135].
- Джонс, Диана Уинн (76) — британская писательница-фантаст[136].
- Клоорен, Энн (70) — эстонский актёр.
- Кувер, Гарри (94) — американский изобретатель, создатель суперклея[137].
- Левитов, Кирилл Львович (33) — российский журналист, главный редактор газеты «Московский комсомолец в Твери»[138].
- Ферраро, Джеральдин (75) — американский политик, кандидат в вице-президенты США от демократической партии на выборах 1984 года[139].
- Хиетанен, Юрьё (83) — финский спортсмен-гребец, двукратный чемпион Олимпийских игр в Хельсинки (1952) в гребле на байдарке-двойке на дистанциях 1000 м и 10000 м.[140]

### 27 марта
- Грейнджер, Фарли (85) — американский актёр (Незнакомцы в поезде, Веревка)[141].
- Капланов, Измаил Львович (72) — белорусский композитор и певец[142].
- Комблен, Жозеф (88) — бельгийский и бразильский католический теолог, один из лидеров теологии освобождения[143].
- Макгриф, Кори (Мегатрон) (32) — американский диджей и промоутер, убийство[144].
- Маккормик, Эллен (84) — американский политик, дважды кандидат на пост президента США[145].
- Нечипоренко, Валерий (55) — украинский писатель и журналист, заместитель генерального директора информационного агентства УНИАН, заслуженный журналист Украины, член Национального союза писателей Украины[146].
- Сюржер, Элен (82) — французская актриса.
- Эрриндел, Клемент Эфелстоун (79) — губернатор (1981—1983), генерал-губернатор (1983—1985) Сент-Китс и Невис[147].

### 28 марта
- Абдуллаев, Супьян Минкаилович (54) — чеченский боевик и полевой командир; убит в результате спецоперации[148].
- Вермишев, Юрий Христофорович (90) — советский и российский учёный, доктор технических наук, лауреат Государственной премии СССР.
- Пупынин, Борис Михайлович (60) — белгородский художник и скульптор, заслуженный художник России[149].
- Сторм, Эсбен (60) — австралийский актёр.
- Фосс, Венке (93) — норвежская актриса.
- Хойби, Ли (85) — американский композитор и классический пианист[150].
- Шале, Марсель (88) — руководитель французской контрразведки DST[151].

### 29 марта
- Аленкар, Жозе (79) — вице-президент Бразилии (2002—2010), министр обороны (2004—2006)[152]..
- Боб Бенни (84) — бельгийский певец[153].
- Вахтеров, Александр Константинович (74) — актёр Малого театра, заслуженный артист России[154]..
- Камбанеллис, Яковос (88) — греческий поэт и драматург[155].
- Тэнг, Алан (64) — гонконгский киноактёр, продюсер и режиссёр[156].

### 30 марта
- Гурченко, Людмила Марковна (75) — советская и российская актриса театра и кино, эстрадная певица. Народная артистка СССР, лауреат Государственной премии Российской Федерации; сердечный приступ[157].
- Климёнов, Сергей Леонидович (45) — российский каскадёр.
- Кудрявцев, Александр Петрович (72) — челябинский скульптор, член Союза художников СССР[158].
- Маслов, Иван Васильевич (90) — участник Великой Отечественной войны, лётчик 157-го истребительного авиационного полка 234-й истребительной авиационной дивизии 16-й воздушной армии 1-го Белорусского фронта, старший лейтенант.
- Прасад, Нутан (65) — индийский актёр.
- Сато, Тюрё (98) — японский скульптор[159].
- Солджер, Лиакят (56) — пакистанский комический актёр; сердечный приступ[160].
- Хуснутдинов, Нагим Хайрутдинович (79) — тренер по боксу, заслуженный тренер России[161].
- Чуркин, Борис Сергеевич (73) — профессор, заслуженный деятель науки России, действительный член Академии инженерных наук РФ, Академии профессионального образования РФ], изобретатель[162].

### 31 марта
- Дадаскинов, Степан Егорович (77) — якутский журналист и писатель, заслуженный работник культуры РСФСР и Якутии[163].
- Кольцов, Павел Фёдорович (101) — участник Великой Отечественной войны, герой Советского Союза.
- Клэнси, Джил (88) — американский тренер по боксу, который тренировал Мохаммеда Али, Джо Фрейзера, Джорджа Формана[164].
- Кононов, Василий Макарович (88) — партизан, командир партизанского отряда 1-й Латвийской партизанской бригады, подрывник; рак[165].
- Хайлл, Клаудия (29) — австрийская спортсменка, серебряный призёр летних Олимпийских игр в Афинах (2004) по дзюдо (до 63 кг), пятикратная призёрка чемпионатов Европы (2001, 2002, 2003. 2005, 2007), самоубийство[166].
- Юкина, Татьяна Геннадьевна (57) — советская актриса, исполнительница одной из главных ролей в фильме «Королевство кривых зеркал»; болезнь сердца[167].